# Der endlose Horizont
Der endlose Horizont (Originaltitel: The Sundowners) ist ein britisch-australischer Abenteuerfilm von Fred Zinnemann aus dem Jahr 1960. Er basiert auf dem 1952 erschienenen, im Original gleichnamigen Roman The Sundowners von Jon Cleary. Der Film wurde von Warner Bros. produziert und schildert das entbehrungsreiche Leben einer australischen Schaftreiber-Familie.

## Handlung
Paddy Carmody trampt jährlich als ruheloser Schaftreiber und -scherer von Ort zu Ort quer durch Australien. Ihn begleiten seine leidensgeprüfte Frau Ida und sein Sohn Sean, und oft besteht ihr Zuhause nur aus einem engen Planwagen. Ida hätte nur zu gerne ein eigenes Heim, eine kleine Farm. Ihr ruheloser Paddy hingegen hält davon nichts, ihn drängt es in die Weite, er sucht die Freiheit. Wieder einmal hat er einen Auftrag angenommen: 1200 Schafe gilt es, über 750 Kilometer nach Westen zu treiben. Als Weggefährte stößt zu ihnen ein Mann namens Venneker, ebenfalls Gelegenheitsarbeiter und ganz besonders auf der Hut vor heiratswütigen Frauen. Auf dem Viehtrieb machen sie unter anderem Rast bei den Batemans, einer gastfreundlichen Farmerfamilie. Bei ihnen bestünde später die Möglichkeit, die Farm zu übernehmen. Aber Paddy lässt sich nicht zu einer Anzahlung bewegen. Wieder unterwegs entkommen sie mit ihrer Herde nur knapp einem Waldbrand. 
Endlich, nach wochenlangem Viehtrieb, ist das Ziel erreicht, die Schafe werden übergeben. Auf einer Schaffarm nimmt jetzt die ganze Familie eine Arbeit an, Ida als Köchin, Paddy und Sean als Schafscherer. Auch Venneker bleibt dort, angetan von Mrs. Firth, einer attraktiven Witwe. Aber Paddy hat, wie man so sagt, „kein Sitzfleisch“. Er will schon bald wieder los, obwohl seine Frau und sein Sohn lieber noch etwas Geld für ein neues Zuhause verdienen würden. Um ihn abzulenken, arrangiert Venneker einen Schafschur-Wettbewerb. Paddy, ein Bild von einem Mann mit einem Tagesrekord von 248 Schafen, tritt gegen einen schwächlich aussehenden Mann an, den die Konkurrenz vorschickt. Jeder glaubt an ein leichtes Spiel, aber der Kleine hat es in sich, Paddy verliert. Kurz darauf hat er beim Spiel mehr Glück, er gewinnt 200 Pfund und ein Rennpferd, das sie „Sundowner“ nennen. Es ist ein Rassetier und Sean versteht es, alles aus ihm herauszuholen. Paddy sieht vor sich schon das Bild, wie sie von Rennplatz zu Rennplatz tingeln und Sundowner am laufenden Band Preisgelder gewinnt. Ida aber hat andere Pläne mit dem Geld und steckt es vorerst in eine Kaffeedose.
Dann ist die Schersaison vorüber, die Carmodys kehren zum Ausgangspunkt ihres Viehtriebs zurück. Dort endlich lässt sich Paddy überreden, den Kauf einer Farm in Angriff zu nehmen. Aber er spielt zu gern, und noch am gleichen Tag hat er all das Geld wieder verloren. Sundowner soll jetzt den Verlust ausgleichen, er wird für das nächste Rennen angemeldet. Sean wird Erster, aber die Jury sieht das anders, er wird disqualifiziert. Paddy will jetzt mit dem Verkauf des Pferdes zu Geld kommen, doch ein solches Opfer will Ida nicht hinnehmen. Trotz ihrer großen Enttäuschung hält sie weiter fest zu ihrem Mann. Und so sieht man die Carmodys wieder mit ihrem Planwagen in die Weite ziehen, auch Venneker ist dabei und Sundowner trabt hinterher.

## Hintergrund
1960 drehte Mitchum noch zwei weitere Filme mit Deborah Kerr, Vor Hausfreunden wird gewarnt und Der Seemann und die Nonne. Er schätzte Kerr mehr als alle anderen weiblichen Co-Stars. Er behauptete sogar, die Affinität zwischen ihnen beiden sei so groß, dass sie in der Schweiz und er in Maryland ihre Szenen hätten spielen können und das Ergebnis dennoch perfekt gewesen wäre. Unter der Regie von Fred Zinnemann drehte Deborah Kerr zudem Verdammt in alle Ewigkeit.
Dimitri Tiomkin war, obwohl aus der Ukraine, der Western-Komponist vor Elmer Bernstein. Sein Markenzeichen war der akzentuierte Bassrhythmus (siehe Giganten, Zwölf Uhr mittags, Lockende Versuchung, Rio Bravo, Alamo, Die Kanonen von Navarone und 55 Tage in Peking).

## Kritiken
„Schaftreiber-Saga mit Starbesetzung; Mitchum als tragikomischer Held einer Schafschur-Wette. (Wertung: 3  Sterne sehr gut)“

„Ein gehobener Heimatfilm, gefällig dank seiner Dokumentaraufnahmen, seiner herzhaften Darsteller, einer unsentimentalen Story und der familienfreundlichen Machart.“

## Auszeichnungen
Der Film erhielt bei der Oscarverleihung 1961 fünf Nominierungen, konnte sich aber gegen die Konkurrenz nicht durchsetzen. Die Kategorien:
- Bester Film
- Beste Regie: Fred Zinnemann
- Bestes adaptiertes Drehbuch: Isobel Lennart
- Beste Hauptdarstellerin: Deborah Kerr
- Beste Nebendarstellerin: Glynis Johns

## DVD-Veröffentlichung
- Der endlose Horizont. Warner Home Video 2006.